# روش پرتابی
روش پرتابی (به انگلیسی: Shooting Method) یا روش تیراندازی یک روش عددی برای پاسخیابی معادلات دیفرانسیل بامرزینه (مقدار مرزی) است، که با الهام از روش سعی و خطا در شلیک گلوله برای زدن یک هدف ساخته شده است. برنامه‌هایی برای پیاده‌سازی این روش در نرم‌افزارهای محاسبات فنی، مانند نرم‌افزار متلب پیش‌بینی شده است.

## توصیف ریاضی
در پاسخیابی معادلات دیفرانسیل معمولی با دو نوع مسئله روبرو می‌شویم؛ یکی مسئله‌های بامقدار اولیه‌است، که روش‌های استاندارد زیادی برای پاسخیابی آنها وجود دارد، دیگری مسئله‌های با مقدار مرزی‌ است. نمونهٔ زیر را بخوانید.
نمونه ـ گمان کنید گلوله‌ای از یک تفنگ شلیک شده و می‌خواهیم مسیر گلوله را رسم‌کنیم. در این صورت ممکن است دانسته‌های ما از مسئله به دو صورت زیر باشد:
۱ - اگر مکان آغازین و جهت آغازین حرکت را بدانیم، آنگاه یک مسئلهٔ با مقدار اولیه داریم. پاسخیابی این مسئله مانند پاسخیابی معادله دیفرانسیل زیر است.
{\displaystyle d^{2}y/dt^{2}=f(t,y,dy/dt);y(t_{0})=y_{0},dy/dt|_{t_{0}}=v_{0}}
۲ - اگر مکان آغازین را بدانیم و هدف را بشناسیم، آنگاه یک مسئلهٔ با مقدار مرزی داریم. پاسخیابی این مسئله مانند پاسخیابی معادله دیفرانسیل زیر است.
{\displaystyle d^{2}y/dt^{2}=f(t,y,dy/dt);y(t_{0})=y_{0},y(t_{f})=y_{f}}

## الگریتم روش پرتابی
نخست یک ارتفاع (جهت) مناسب حدس زده و گلوله‌ای شلیک می‌شود. اگر گلوله از بالای هدف بگذرد، ارتفاع را کم می‌کنیم و اگر گلوله از پایین هدف بگذرد، ارتفاع را زیاد می‌کنیم. در شلیکهای بعدی با توجه به شلیکهای قبلی، به کم یا زیاد کردن ارتفاع ادامه می‌دهیم. اگر این کار را هوشمندانه انجام دهیم، به زدن هدف امیدوار خواهیم بود.
اکنون می‌کوشیم مسئلهٔ زیر را پاسخیابی کنیم.
{\displaystyle d^{2}y/dt^{2}=f(t,y,dy/dt);y(t_{0})=y_{0},y(t_{f})=y_{f}}
از حدس زیر آغاز می‌کنیم.
{\displaystyle dy/dt|_{t_{0}}=z}
در این صورت باید مسئلهٔ با آغازینه (مقدار اولیه) زیر را پاسخیابی کنیم.
{\displaystyle d^{2}y/dt^{2}=f(t,y,dy/dt);y(t_{0})=y_{0},dy/dt|_{t_{0}}=z}
این مسئله را می‌توان به روشهای مرسوم در حل مسائل با آغازینه (مانند به کار بردن دستور ode۲۳ در متلب) پاسخیابی کرد.
پس از پاسخیابی این مسئله با توجه به نابرابری بین {\displaystyle y_{f}} و اندازهٔ به دست آمده برای {\displaystyle (y(t_{f}}، اندازهٔ z را تغییر می‌دهیم تا به پاسخ نزدیکتر شویم. برای این کار معمولاً از درونیابی خطی استفاده می‌شود. این روند را آنقدر ادامه می‌دهیم تا به پاسخ مسئله به اندازهٔ کافی نزدیک شویم.